# 高鵬南
高鵬南（？—1667年），字溟池，號養六，山東曹縣人，清朝政治人物、進士出身。

## 生平
崇禎十二年（1639年）己卯科山東鄉試第三名舉人，清順治三年（1646年），登進士。初授工部主事。順治六年（1649年），升任福建按察使司佥事、福宁道。康熙六年，因病去世。